# Коломбаро (Модена)
Коломбаро (итал. Colombaro) је насеље у Италији у округу Модена, региону Емилија-Ромања.
Према процени из 2011. у насељу је живело 1380 становника. Насеље се налази на надморској висини од 91 м.